# Grimaucourt-près-Sampigny
Grimaucourt-près-Sampigny è un comune francese di 103 abitanti situato nel dipartimento della Mosa nella regione del Grand Est.

## Società

### Evoluzione demografica
Abitanti censiti